# Liriomyza cirriformis
Liriomyza cirriformis este o specie de muște din genul Liriomyza, familia Agromyzidae, descrisă de Sanabria de Arevalo în anul 1993.
Este endemică în Columbia. Conform Catalogue of Life specia Liriomyza cirriformis nu are subspecii cunoscute.